# Colin Larkin (escriptor)
Colin Larkin (Dagenham, Essex, Anglaterra, 15 de desembre de 1949) és un emprenedor i escriptor anglès. Era el redactor en cap i fundador de la Encyclopedia of Popular Music, descripta pel The Times com "l'estàndard contra el qual han de ser jutjats tots els altres". És l'executiu en cap i redactor en cap de Best Things On Earth, un lloc web en línia per a l'avaluació de continguts multimèdia.
Juntament amb l'Enciclopèdia de deu volums, Larkin també va escriure l'All Time Top 1000 Albums, i va editar el Guinness Who’s Who Of Jazz, el Guinness Who’s Who Of Blues, i el Virgin Encyclopaedia Of Heavy Rock Com a expert en el camp de la música popular, Larkin sovint ha estat entrevistat a la ràdio, i tenia una franja regular a BBC GLR durant dos anys a la dècada de 1990.

## Obra publicada
- Larkin, Colin (ed.), Guinness Who’s Who Of Jazz, Guinness Publishing (UK), 1992.
- Larkin, Colin (ed.), Guinness Who’s Who Of Sixties Music, Guinness Publishing (UK), 1992.
- Larkin, Colin (ed.), Guinness Who’s Who Of Indie And New Wave Music, Guinness Publishing (UK), 1992.
- Larkin, Colin (ed.), Guinness Who’s Who Of Heavy Metal, Guinness Publishing (UK), 1992.
- Larkin, Colin (ed.), Guinness Encyclopedia Of Popular Music (1st Edition, 4 Vols), Guinness Publishing 1992.
- Larkin, Colin (ed.), Guinness Encyclopedia Of Popular Music Concise Edition, Guinness Publishing 1993.
- Larkin, Colin (ed.), Guinness Who’s Who Of Seventies Music, Guinness Publishing (UK), 1993.
- Larkin, Colin (ed.), Guinness Who’s Who Of Folk Music, Guinness Publishing (UK), 1993.
- Larkin, Colin (ed.), Guinness Who’s Who Of Soul Music, Guinness Publishing (UK), 1993.
- Larkin, Colin (ed.), Guinness Who’s Who Of Blues, Guinness Publishing (UK), 1993.
- Larkin, Colin (ed.), Guinness Who’s Who Of Fifties Music, Guinness Publishing (UK), 1993.
- Larkin, Colin (ed.), Guinness Who’s Who Of Country Music, Guinness Publishing (UK), 1993.
- Larkin, Colin (ed.), Guinness Who’s Who Of Stage Musicals, Guinness Publishing (UK), 1994.
- Larkin, Colin, All Time Top 1000 Albums, Guinness Publishing (UK), 1994.
- Larkin, Colin (ed.), Guinness Who’s Who Of Rap, Dance & Techno, Guinness Publishing (UK), 1994.
- Larkin, Colin (ed.), Guinness Who’s Who Of Film Musicals & Musical Films, Guinness Publishing 1994
- Larkin, Colin (ed.), Guinness Who’s Who Of Reggae, Guinness Publishing (UK), 1994.
- Larkin, Colin (ed.), Guinness Who's Who Of Jazz (2nd Edition), Guinness Publishing (UK), 1995.
- Larkin, Colin (ed.), Guinness Encyclopedia Of Popular Music (2nd Edition, 6 Vols), Guinness 1995 (UK),
- Larkin, Colin (ed.), Guinness Who’s Who Of Indie And New Wave (2nd Edition), Guinness Publishing 1995.
- Larkin, Colin (ed.), Guinness Who’s Who Of Blues (2nd Edition), Guinness Publishing (UK), 1995.
- Larkin, Colin (ed.), Guinness Who’s Who Of Heavy Metal (2nd Edition), Guinness Publishing (UK), 1995.
- Larkin, Colin (ed.), The Virgin Encyclopedia Of Popular Music, Concise Edition, Virgin Books (UK), 1997.
- Larkin, Colin (ed.), The Virgin Encyclopedia Of Seventies Music, Virgin Books (UK), 1997.
- Larkin, Colin (ed.), The Virgin Encyclopedia Of Sixties Music, Virgin Books (UK), 1997.
- Larkin, Colin (ed.), The Virgin Encyclopedia Of Eighties Music, Virgin Books (UK), 1997.
- Larkin, Colin, (ed) The Virgin Illustrated Encyclopedia Of Rock, Virgin Books (UK), 1998.
- (also published in the US as The Billboard Illustrated Encyclopedia of Rock. US 1998)
- Larkin, Colin (ed.), The Virgin Encyclopedia Of Fifties Music, Virgin Books (UK), 1998.
- Larkin, Colin (ed.), The Virgin Encyclopedia Of Indie & New Wave, Virgin Books (UK), 1998.
- Larkin, Colin (ed.), The Virgin Encyclopedia Of R&B And Soul, Virgin Books (UK), 1998.
- Larkin, Colin, The Virgin All-Time Top 1000 Albums (2nd Edition), Virgin Books (UK), 1998.
- Larkin, Colin (ed.), The Virgin Encyclopedia Of Country Music, Virgin Books (UK), 1998.
- Larkin, Colin (ed.), The Virgin Encyclopedia Of Reggae, Virgin Books (UK), 1998.
- Larkin, Colin (ed.), The Virgin Encyclopedia Of Stage & Film Musicals, Virgin Books (UK), 1999.
- Larkin, Colin (ed.), The Virgin Encyclopedia Of Heavy Rock, Virgin Books (UK), 1999.
- Larkin, Colin (ed.), The Virgin Encyclopedia Of Jazz (3rd Edition), Virgin Books (UK), 1999.
- Larkin, Colin, The Virgin All-Time Top 1000 Albums (Pocket Edition), Virgin Books (UK), 1999.
- Larkin, Colin (ed.), The Virgin Encyclopedia Of Dance Music, Virgin Books (UK), 1999.
- Larkin, Colin (ed.), The Virgin Encyclopedia Of Stage & Film Musicals, Virgin Books (UK), 1999.
- Larkin, Colin (ed.), The Virgin Encyclopedia Of Popular Music, Concise (3rd Edition), Virgin Books (UK), 1999.
- Larkin, Colin (ed.), The Encyclopedia Of Popular Music (3rd Edition, 8 vols). Macmillan (UK/US) 1999
- Larkin, Colin, All-Time Top 1000 Albums (3rd Edition), Virgin Books (UK), 2000.
- Larkin, Colin (ed.), The Virgin Encyclopedia Of Nineties Music, Virgin Books (UK), 2000.
- Larkin, Colin, (ed) The Virgin Illustrated Encyclopedia Of Pop & Rock, Virgin Books (UK), 2002,(also published in the US as The Billboard Illustrated Encyclopedia of Pop & Rock (US 2002).
- Larkin, Colin (ed.), The Virgin Encyclopedia Of 60s Music,(3rd Edition), Virgin Books (UK), 2002.
- Larkin, Colin (ed.), The Virgin Encyclopedia Of 50s Music, (3rd Edition), Virgin Books (UK), 2002.
- Larkin, Colin (ed.), The Virgin Encyclopedia Of 70s Music, (3rd Edition), Virgin Books (UK), 2002.
- Larkin, Colin (ed.), The Virgin Encyclopedia Of Popular Music, Concise (4th Edition), Virgin Books (UK), 2002.
- Larkin, Colin (ed.), The Virgin Encyclopedia Of 80s Music, (3rd Edition), Virgin Books (UK), 2003.
- Larkin, Colin (ed.), Virgin Encyclopedia Of Jazz (4th Edition), Virgin Books (UK), 2004.
- Larkin, Colin (ed.), The Encyclopedia Of Popular Music (4th Edition 10 vols) Oxford University Press (UK/US) 2006.
- Larkin, Colin (ed.) The Encyclopedia Of Popular Music: Concise 5th Edition, Omnibus Press 2007.